# Örvös János
Örvös János (Debrecen, 1898. július 22. – Budapest, 1972. március 29.) újságíró, kiadói szerkesztő.

## Életpályája
Örvös (Taub) Lajos (1854–1906) ügyvéd és Leveleki Emma (1872–1945) fia. Apai nagyapja nagykárolyi ékszerész volt. A nyíregyházi evangélikus főgimnáziumban érettségizett, majd jogot tanult. Tanulmányait az első világháború megszakította.

### Az első világháború után
Az őszirózsás forradalomban a nyíregyházi forradalmi katonatanács tagja lett. A Tanácsköztársaság idején az Új Szabolcs szerkesztője, majd a Nyírvidék (a Szabolcs vármegyei direktórium hivatalos napilapja) belső munkatársa, végül szerkesztője volt. A román megszállás alatt letartóztatták, a Budaházy-különítmény fogságából átszökött Csehszlovákiába. Hat évet élt emigrációban, előbb Csehszlovákiában, később Ausztriában. A Kassai Újság, az Uzhorodi Déli Újság című napilapoknál dolgozott. Évekig tudósítója volt a Bécsi Magyar Újságnak és a Kolozsvári Keleti Újságnak. Később a magyar emigráció bécsi képes hetilapjánál, a Panorámánál dolgozott. Visszatérve 1927-től Az Újság című lap munkatársa volt, majd a Filatéliai Kurír c. szaklap főszerkesztője lett. 1933-tól a Fővárosi és Vidéki Bélyeggyűjtők Egyesülete (FÉVBE) első elnöke volt. 1940-től a Magyar Bélyegújság című szaklap munkatársa volt. 1944-ben a német megszálláskor internálták, sikerült megszöknie, és 1945-ig Budapesten rejtőzködött. Édesanyja a pesti gettóban vesztette életét.

### A második világháború után
1945 nyarán az újságíró szövetség Szovjetunióba emigrált-internált-deportált csoportjának volt a titkára, majd a Jövendő című képes hetilap belső munkatársa. 1947–1950 között a Magyar-Szovjet Művelődési Társaság sajtóügyeit vezette. 1951-től, nyugdíjazásáig a Sport Lap- és Könyvkiadónál előbb korrektor és lektor, később a lektorátus vezetője volt. Fia Örvös Lajos író, műfordító.

## Szakkönyvei
- Filatelisták almanachja (szerk., Nyíregyháza, 1918)
- Első magyar filatelista címtár (szerk., Budapest, 1927)
- Magyar pilóták a végtelen óceán felett (Az Amerika és Magyarország közötti első repülés története) (Budapest, 1931)
- Filatelista kis kalendárium (szerk., Budapest, 1931)
- A vidéki filatelista könyve (szerk., Budapest, 1935)
- Bükk útikalauz (szerk., Budapest, 1962)
- Balaton-felvidék (útikalauz, Budapest, 1965)